# Selegilin
Selegiline, còn được gọi là L -deprenyl, là một phenethylamine thay thế. Ở liều lâm sàng bình thường, nó là một chất ức chế MAO-B không thể đảo ngược. Ở liều lớn hơn, nó mất tính đặc hiệu và cũng ức chế MAO-A. Nó có sẵn ở dạng thuốc viên dưới nhiều tên thương hiệu  và được sử dụng để giảm các triệu chứng trong bệnh Parkinson giai đoạn đầu. Một miếng dán xuyên da (tên thương hiệu, Emsam) được sử dụng để điều trị trầm cảm. 

## Sử dụng trong y tế

### Bệnh Parkinson
Ở dạng thuốc viên, selegiline được sử dụng để điều trị các triệu chứng của bệnh Parkinson. Nó thường được sử dụng bổ sung cho các loại thuốc như L-DOPA, mặc dù nó đã được sử dụng ngoài nhãn như một phương pháp điều trị đơn lẻ. Lý do để thêm selegilin vào levodopa là giảm liều levodopa cần thiết và do đó làm giảm các biến chứng vận động của liệu pháp levodopa. Selegiline trì hoãn điểm khi điều trị L -DOPA (levodopa) trở nên cần thiết từ khoảng 11 tháng đến khoảng 18 tháng sau khi chẩn đoán. Có một số bằng chứng cho thấy selegiline hoạt động như một chất bảo vệ thần kinh và làm giảm tốc độ tiến triển của bệnh, mặc dù điều này còn gây tranh cãi.
Selegiline cũng đã được sử dụng ngoài nhãn hiệu như một phương pháp điều trị giảm nhẹ chứng mất trí nhớ trong bệnh Alzheimer.

### Trầm cảm
Selegiline cũng được chuyển qua một miếng dán xuyên da được sử dụng như một phương pháp điều trị rối loạn trầm cảm nặng.
Một đánh giá định lượng được công bố vào năm 2015 cho thấy đối với các kết quả tổng hợp của các thử nghiệm quan trọng, số lượng cần điều trị (một dấu hiệu của kích thước hiệu quả, do đó, số lượng thấp là tốt hơn) cho bản vá giảm triệu chứng là 11, và cho sự thuyên giảm 9. Con số cần thiết để gây hại (nghịch đảo NNT, một số cao ở đây là tốt hơn) dao động từ 387 cho các tác dụng phụ tình dục đến 7 cho phản ứng trang web ứng dụng. Liên quan đến khả năng được giúp đỡ hoặc làm hại (LHH), phân tích cho thấy rằng miếng dán selegiline có khả năng dẫn đến sự thuyên giảm so với việc ngừng sử dụng do tác dụng phụ; LHH cho sự thuyên giảm so với tỷ lệ mắc chứng mất ngủ là 2,1; LHH cho sự thuyên giảm so với ngừng thuốc do mất ngủ là 32,7. LHH cho sự thuyên giảm so với mất ngủ và rối loạn chức năng tình dục đều rất thấp.

### Quần thể đặc biệt
Đối với tất cả các mục đích sử dụng của con người và tất cả các dạng, selegiline là loại thai kỳ C: các nghiên cứu trên động vật thí nghiệm trong thai kỳ đã cho thấy tác dụng phụ đối với thai nhi nhưng không có nghiên cứu đầy đủ ở người.

## Tác dụng phụ
Tác dụng phụ của dạng thuốc bao gồm, theo thứ tự giảm tần suất, buồn nôn, ảo giác, lú lẫn, trầm cảm, mất thăng bằng, mất ngủ, tăng chuyển động không tự nguyện, kích động, nhịp tim chậm hoặc không đều, ảo tưởng, tăng huyết áp, đau thắt ngực mới hoặc tăng, và ngất. Hầu hết các tác dụng phụ là do hoạt động của dopamine cao, và có thể giảm bớt bằng cách giảm liều levadopa.
Các tác dụng phụ chính của hình thức vá cho trầm cảm bao gồm các phản ứng tại chỗ, mất ngủ, tiêu chảy và đau họng. Miếng dán selegiline mang một cảnh báo hộp đen về nguy cơ tự tử gia tăng, đặc biệt là đối với những người trẻ tuổi, cũng như tất cả các thuốc chống trầm cảm kể từ năm 2007.

## Hóa học
Selegiline thuộc nhóm thuốc gọi là phenethylamines. Selegiline là một dẫn xuất L-methamphetamine với nhóm propargyl gắn với nguyên tử nitơ. Chi tiết này được mượn từ pargyline, một chất ức chế phenethylamine MAO-B cũ.
Selegiline, N -methyl- N -(2-propynyl) -2-methyl-1-phenylethyl-2-amin, được tổng hợp bằng cách kiềm hóa (-) - methamphetamine bằng propargyl bromide.